# Hall Bartlett
Hall Bartlett (27 de novembre de 1922 - 7 de setembre de 1993) va ser un productor, director i guionista de cinema estatunidenc.

## Primers anys
Hall Bartlett va néixer a Kansas City (Missouri) i es va graduar a la Universitat Yale Phi Beta Kappa. Va servir cinc anys en la Intel·ligència Naval, després va començar la seva carrera cinematogràfica quan va començar a produir el documental Navajo , la primera contemporània foto per centrar l'atenció en la situació de gravetat dels amerindis dels Estats Units. Bartlett també va ser el primer cineasta a donar una imatge sobre el futbol professional: la seva pel·lícula Crazylegs era la història de la superestrella Elroy Hirsch.

## Carrera
La següent pel·lícula i debut en la direcció de Bartlett, Unchained, es va rodar a la California Institution for Men a Chino (Califòrnia). Bartlett va passar sis mesos vivint com a intern mentre escrivia el guió. El tema musical de la pel·lícula, "Unchained Melody," es va convertir en un clàssic internacional.
Bartlett va adquirir els drets sobre la primera novel·la d'Arthur Hailey, Zero Hour!, es va convertir en una pel·lícula de suspens. La trama de la pel·lícula es va utilitzar més tard per a Airplane!, la paròdia de pel·lícules de desastres aeris del 1980.
Drango, un estudi de l'era posterior a la Guerra civil dels Estats Units, es va basar en la història real sobre un oficial de la Unió que va tornar a la terra que els seus companys soldats havien arrasat per intentar reconstruir el sud, com Abraham Lincoln havia animat abans del seu assassinat.
Tots els homes joves, protagonitzada per Sidney Poitier tractava sobre la lluita d'un home negre per aconseguir una ciutadania de primera classe.
The Caretakers es va centrar en els problemes de la salut mental i va ser (a petició del president John F. Kennedy) la primera pel·lícula que va mostrar el Senat dels dels Estats Units.
A Global Affair, una història sobre el primer nadó mai nascut a la seu de les Nacions Unides a Nova York, protagonitzat per Bob Hope i Lilo Pulver.
La pel·lícula de Hall, Sol Madrid, es va fer a partir de la novel·la Robert Wilder, The Fruit of The Poppy.
Changes, un examen fortament personal de la generació més jove, es va rodar a les comunitats universitàries de tot el país per registrar visions honestes sobre qüestions del dia. The New York Times va dir de la pel·lícula "una de les pel·lícules més imaginatives, embruixades i artístiques encara realitzades. És una pel·lícula notable i, més que això, una experiència notable."
The Sandpit Generals va rebre aclamacions internacionals i va entrar al 7è Festival Internacional de Cinema de Moscou.
La següen pel·lícula de Bartlett, Jonathan Livingston Seagull, basada en la novel·la amb el mateix nom de Richard Bach, seria el seu major èxit com a director. Bartlett va quedar tan fascinat per la història que va declarar: "Vaig néixer per fer aquesta pel·lícula." Va comentar: "Sentia que havia de fer aquesta pel·lícula. Sento molt fortament que estem en una època en el cinema, en totes les arts i en la vida en general, de negativitat. Les persones creuen que les cartes s'apilen contra elles personalment perquè ningú no pugui guanyar. Crec que Jonathan Livingston Seagull ha tingut un èxit tan fantàstic com a novel·la perquè és molt positiva en termes que qualsevol ésser humà pugui relacionar. Diu que, a l'interior de cada persona, hi ha el potencial de ser alguna cosa més: veient-te a tu mateix i coneixent-te i aconseguir el millor dins de tu mateix, tu o jo o qualsevol pot tenir un tipus de vida diferent. cosa necessària del nostre temps."
No obstant això, l'estrena de Jonathan Livingston Seagull es va veure afectada per plets. Bach va demandar Paramount Pictures abans del llançament de la pel·lícula per haver-hi massa discrepàncies entre la pel·lícula i el llibre. El jutge va ordenar l'estudi que fes algunes reescriptures abans que fos estrenada. Suposadament Bartlett havia violat un termini en el seu contracte amb Bach, que afirmava que no es podia fer cap canvi en l'adaptació de la pel·lícula sense el consentiment de Bach. Neil Diamond, que va escriure les cançons de la banda sonora de la pel·lícula, també va demandar a l'estudi per haver retallat massa la seva música de la pel·lícula.
The Search of Zubin Mehta és una història d'una família extraordinària, eminentment situada en un lloc elevat de realització cultural al món.
The Children of Sanchez va ser escrita per la pantalla per Cesare Zavattini basada en el llibre homònim d'Oscar Lewis, un estudi clàssic d'una família mexicana interpretat per Anthony Quinn, Dolores del Río i Lupita Ferrer (casada amb Bartlett aleshores). Aquesta pel·lícula és més coneguda per la seva premiada partitura musical de Chuck Mangione. Fou estrenada a l'11è Festival Internacional de Cinema de Moscou.
L'última pel·lícula de Bartlett, el telefilm  Love is Forever de 1983, es va basar en la història real d'una de les fugides més atrevides conegudes. John Everingham (interpretat a la pel·lícula per Michael Landon) rescata la seva promesa laosiana sota els fusells de l'exèrcit del Pathet Lao,executant un pla inoblidable, emocionant, perillós i amb risc de vida. El pla exigia un any de formació i estudi acurat, després que Everingham, un reporter empresonat a Laos, després expulsat del país amb un promesa d'assassinat si tornava. Bartlett va filmar Love Is Forever a Tailàndia.
Landon i Bartlett es van enfrontar sovint durant la producció sobre diversos temes i Bartlett eventualment va editar la pel·lícula en secret per evitar la interferència de Landon.

## Vida personal i mort
Bartlett va estar fortament involucrat amb la comunitat de Los Angeles com a fundador del Music Center, director del James Doolittle Theatre, patró del Museu d'Art, patró de l'American Youth Symphony, membre del consell de KCET, i organitzador del Club de Bàsquet Los Angeles i del Club de bàsquet Los Angeles Lakers.
En el moment de la seva mort el 1993, Bartlett estava acabant la seva segona novel·la per a Random House, Face to Face. La seva primera novel·la, The Rest of Our Lives, va ser best seller el 1988. Bartlett es va associar amb Michael J. Lasky i va desenvolupar una desena de projectes durant els onze anys anteriors a la seva mort. Un d'aquests projectes va incloure la pel·lícula Catch Me If You Can. Bartlett i Lasky van escriure i redactar molts guions per al projecte, amb Hall com a director i Lasky com a productor. Els drets van ser finalment venuts i produïda/dirigida per Steven Spielberg, dinou anys després de la primera opció de Lasky. En els seus darrers dies, treballava en un projecte de tres pel·lícules incloïa un remake de Jonathan Livingston Seagull . L'equip de producció va créixer per incloure Robert Watts, conegut per ser un dels productors en diverses pel·lícules de Spielberg i Lucas.